# Palais Vrtba
Le palais Vrtba (en tchèque, Vrtbovský palác) est un palais noble du quartier de Malá Strana à Prague, situé rue Karmelitská. Le palais de ville relativement discret, à l'origine Renaissance, reconstruit plusieurs fois au cours des siècles, est principalement connu pour son jardin adjacent. Il est protégé comme monument culturel.
Le palais est situé au n° 25 de la rue Karmelitská, à l'angle de la rue Tržiště, à quelques dizaines de mètres de la place de Mala Strana. Actuellement, plusieurs entreprises occupent le bâtiment ainsi que des appartements locatifs et privés.

## Histoire

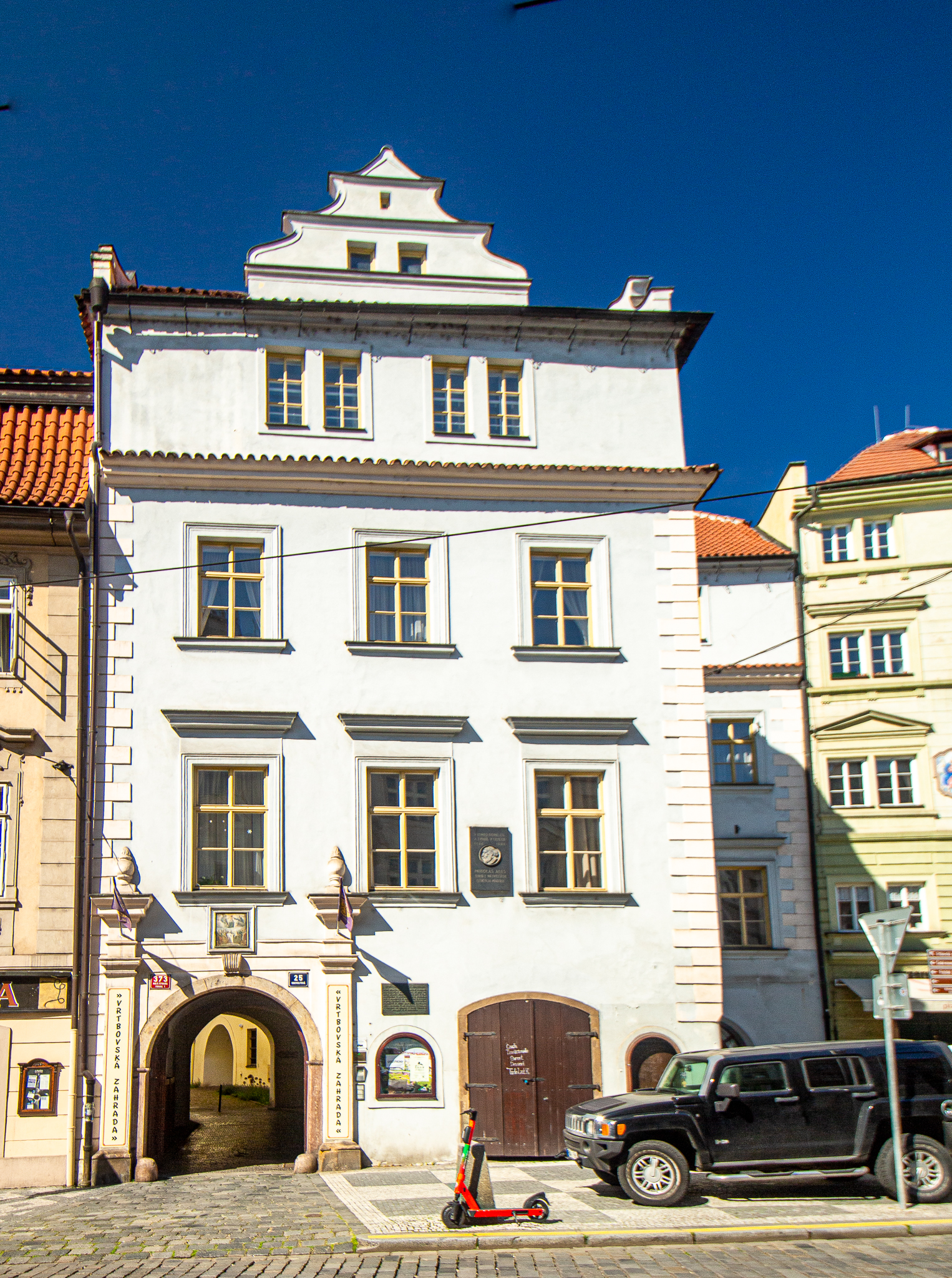
La façade du palais de la rue Karmelitská avec le troisième étage surélevé après la reconstruction en 1912.

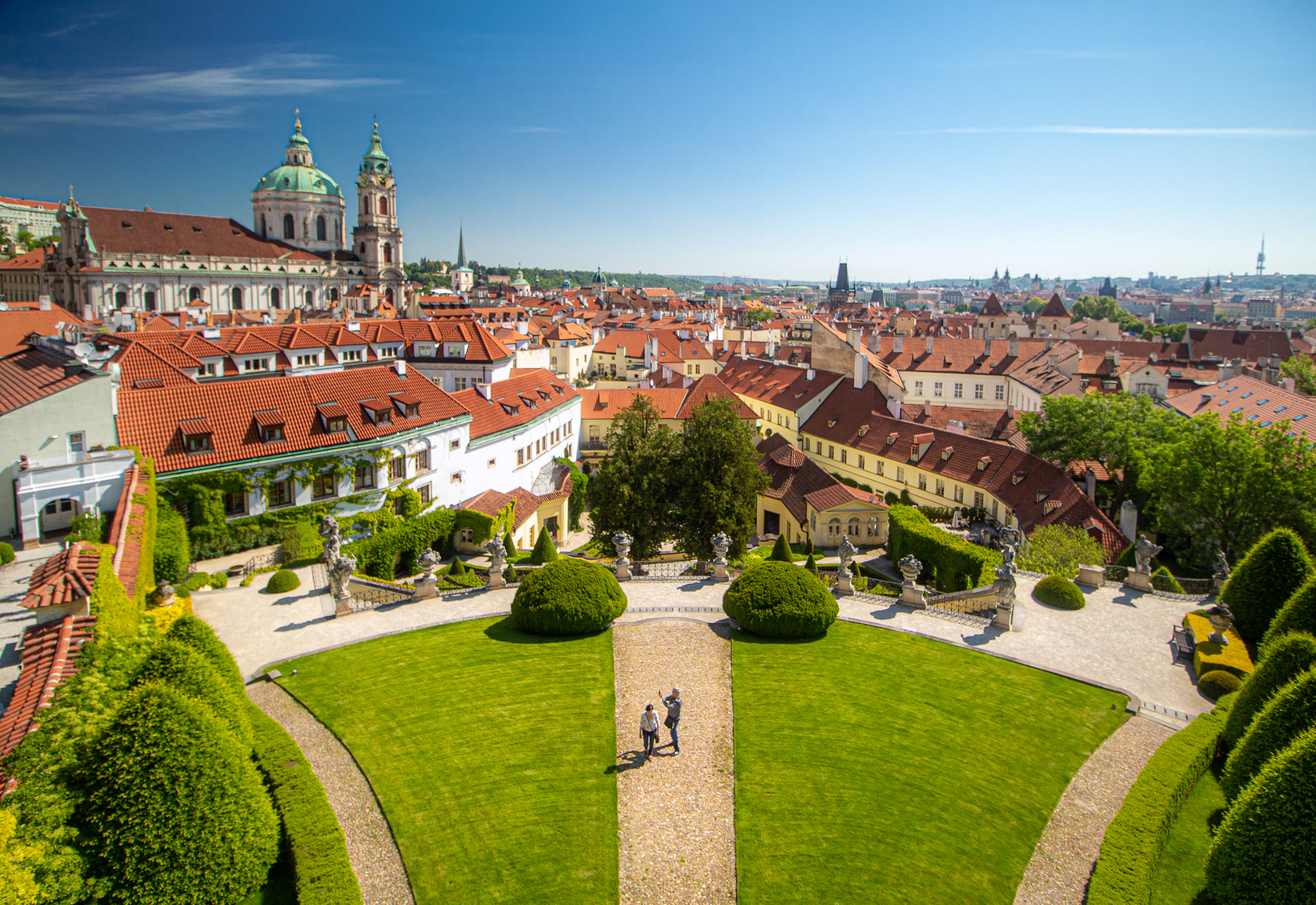
Vue de l'aile sud du palais Vrtba (à droite) depuis le jardin Vrtba.

Le palais a été créé en joignant deux maisons Renaissance plus anciennes, dans lesquelles les fondations sont des vestiges visibles d'un édifice gothique, apparemment le parvis de l'ancienne porte Újezdská.
En 1627-1631, Sezima de Vrtba fit relier et reconstruire les deux maisons bourgeoises voisines en un palais fragmenté avec un plan d'étage irrégulier dans un style uniforme de la fin de la Renaissance. Le complexe palatial comporte ainsi plusieurs ailes de tailles et de hauteurs différentes qui renferment quatre cours. L'allée d'origine a été conservée sous la forme du passage actuel à travers le palais.
Au temps de la période baroque, le palais a été agrandi deux fois, la première dans la deuxième moitié du XVIIe siècle, la seconde en 1720. A cette époque, il appartenait à Jan Josef Vrtba, qui l'a reconstruit selon les plans de Kryštof Dientzenhofer, probablement sur la base du projet de František Maxmilian Kaňka. En même temps, il a créé le célèbre jardin baroque à l'italienne, aménagé à l'emplacement de l'ancien vignoble.
La décoration sculpturale de la cour et des jardins est due à Matyáš Bernard Braun et son atelier. La figure de l'Atlante, portant la sphère terrestre, a été remplacée par une copie, l'original se trouvant dans le Lapidarium du Musée National.
Les Vrtba ont possédé le palais avec le jardin adjacent jusqu'en 1799, date à laquelle il fut acheté par le conseiller impérial Jan Mayer. Cette fois il y a eu une reconstruction du palais selon les plans du bâtisseur de cour Josef Zobel, le jardin n'a cependant pas été touché par les travaux. À partir de 1807, il était servait d'hôpital de Karlovy Vary.
En 1800, le bâtiment a subi une reconstruction classique majeure, lorsque l'architecte Josef Klement Zobel, entre autres, a construit un escalier monumental à quatre bras.
Vers 1845, tout le palais fut remodelé avec un jardin baroque aménagé dans le style du classicisme, et des annexes Empire ont été créées sur la cloison entre les étages inférieur et intermédiaire. A cette époque, le caractère baroque d'origine du jardin a disparu et a été remplacé de couvert végétal. Dans une des nouvelles dépendances du jardin, dans les années 1886-1889, le peintre Mikoláš Aleš a vécu et travaillé, et avait son atelier ici,.
En 1912 la partie sur la rue a été augmentée d'un troisième étage.

## Source
- (cz) Cet article est partiellement ou en totalité issu de l’article de Wikipédia en tchèque intitulé « Vrtbovský palác » (voir la liste des auteurs).